# شوابن

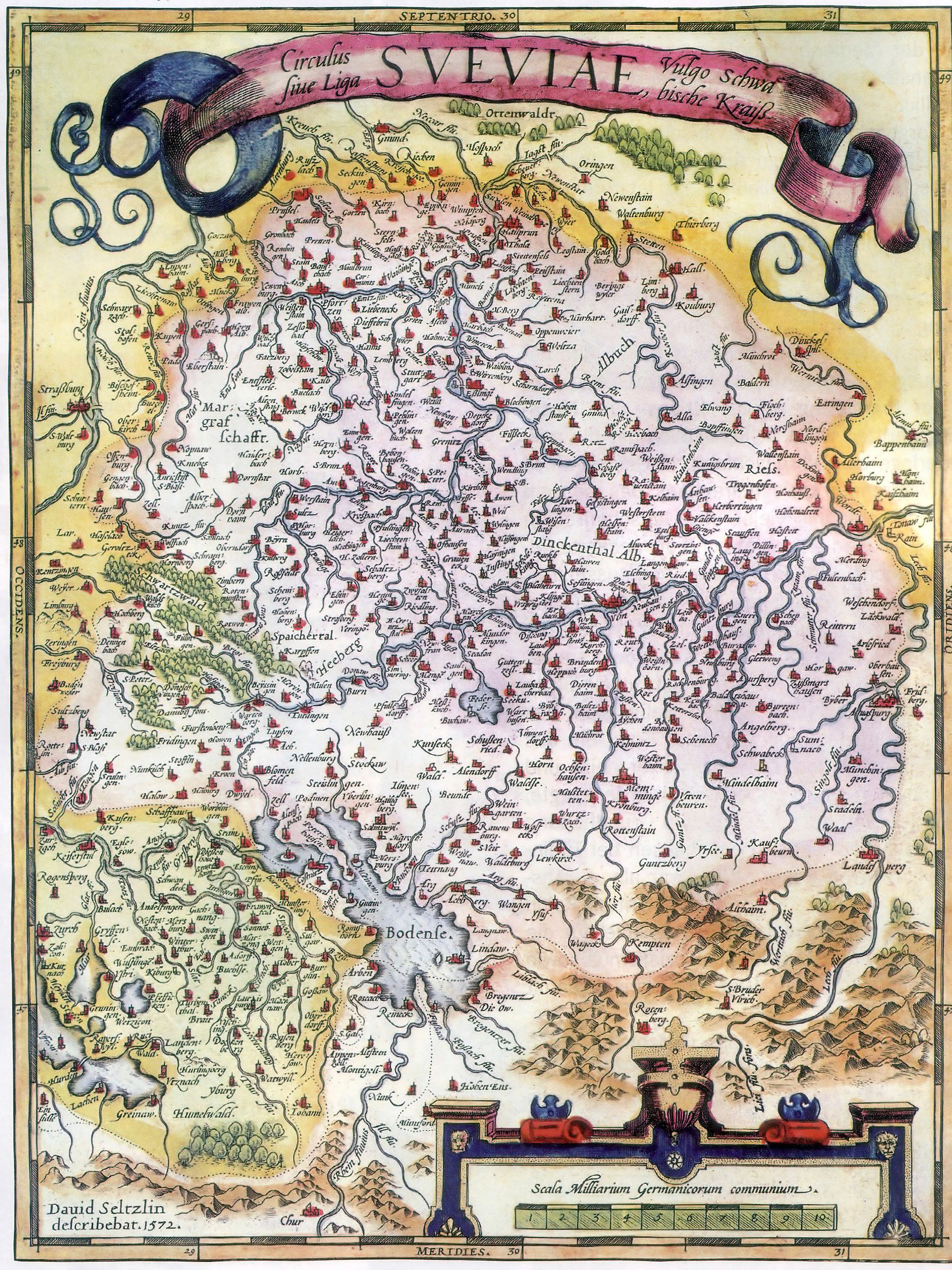
نقشه شوابن (۱۵۷۲)

شْوابن (آلمانی: Schwaben)، شْواب یا شْوابیا نام ناحیه‌ای تاریخی-فرهنگیِ قرون وسطایی در جنوب غربی آلمان است که سابق دوک‌نشین بود. همچنین منطقه شوابن جزئی از فرهنگ لا تن و همچنین جزئی از امپراتوری مقدس روم بوده‌است.

## جغرافیا

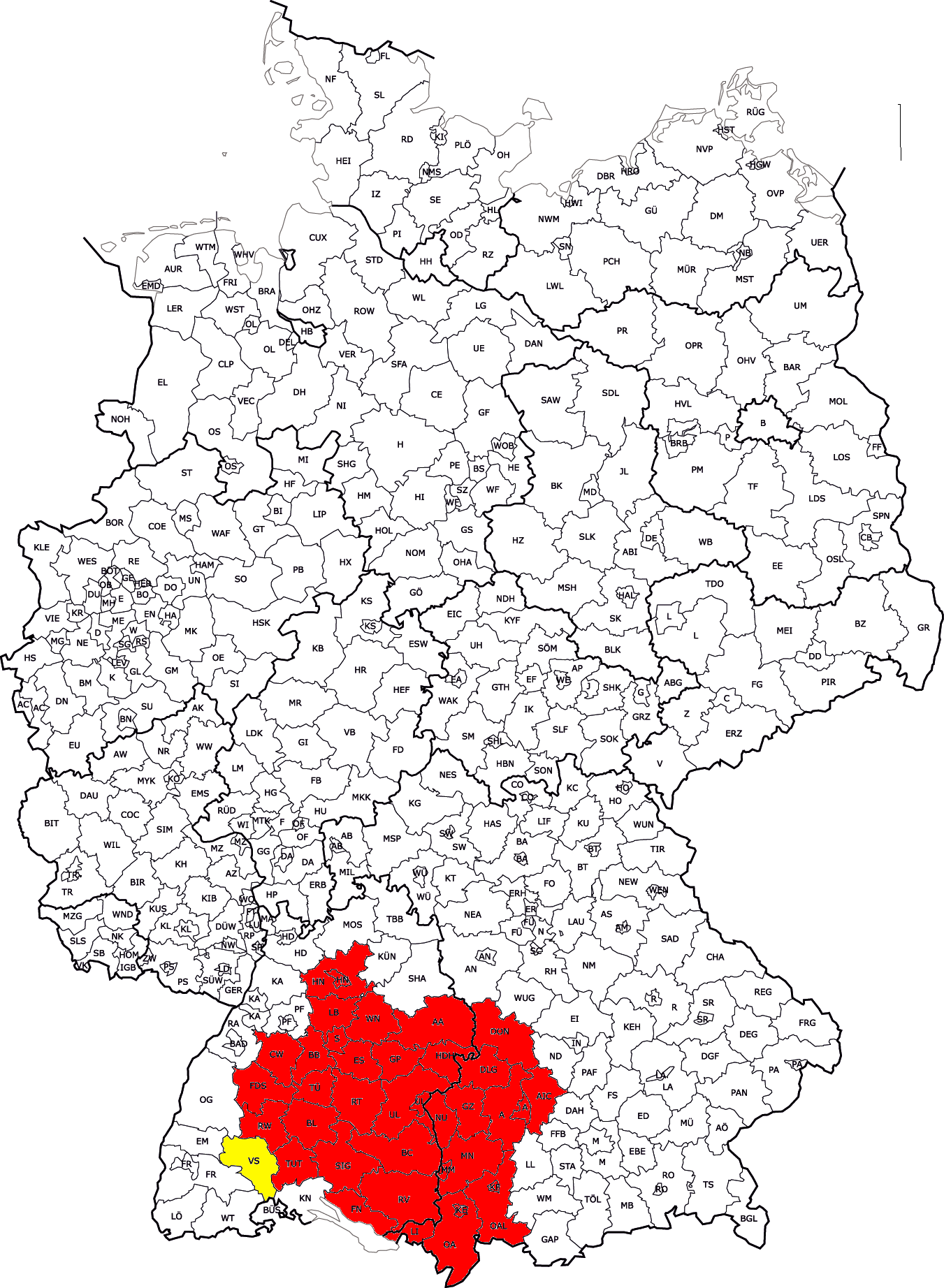
ناحیه فرهنگی، تاریخی و زبانی شوابن در مرزهای کنونی آلمان

مرزهای شوابن مانند بسیاری از ناحیه‌های فرهنگی اروپا به صورت روشنی، تعریف نشده‌است. البته اکنون به عنوان منطقه‌ای شامل ایالت وورتمبورگ و ناحیه حکومتی بایرن شوابی در نظر گرفته می‌شود. در قرون وسطی، عنوان شوابن ناحیه بزرگتری را در بر می‌گرفت.

## تاریخ
حدود دو هزار سال پیش، قوم سوئبی یکی از قبیله‌های ژرمن البه بود که برای رومیان با عنوان ماره سوئبیکوم (به معنی دریای شوابن که نام کنونی آن، دریاچه کنستانس است) شناخته شده‌بود. آن‌ها به جنوب غربی مهاجرت کردند و بخشی از کنفدراسیون آلمان شدند. این کنفدراسیون در سده‌های چهارم و پنجم میلادی دارای شاهان مستقل بود.